# San Pantaleón de Losa
San Pantaléon de Losa, también conocido como San Pantaleón, es una entidad local menor española situada en la provincia de Burgos, comunidad autónoma de Castilla y León. Se enmarca en la comarca de Las Merindades, partido judicial de Villarcayo, y pertenece al ayuntamiento de Valle de Losa.

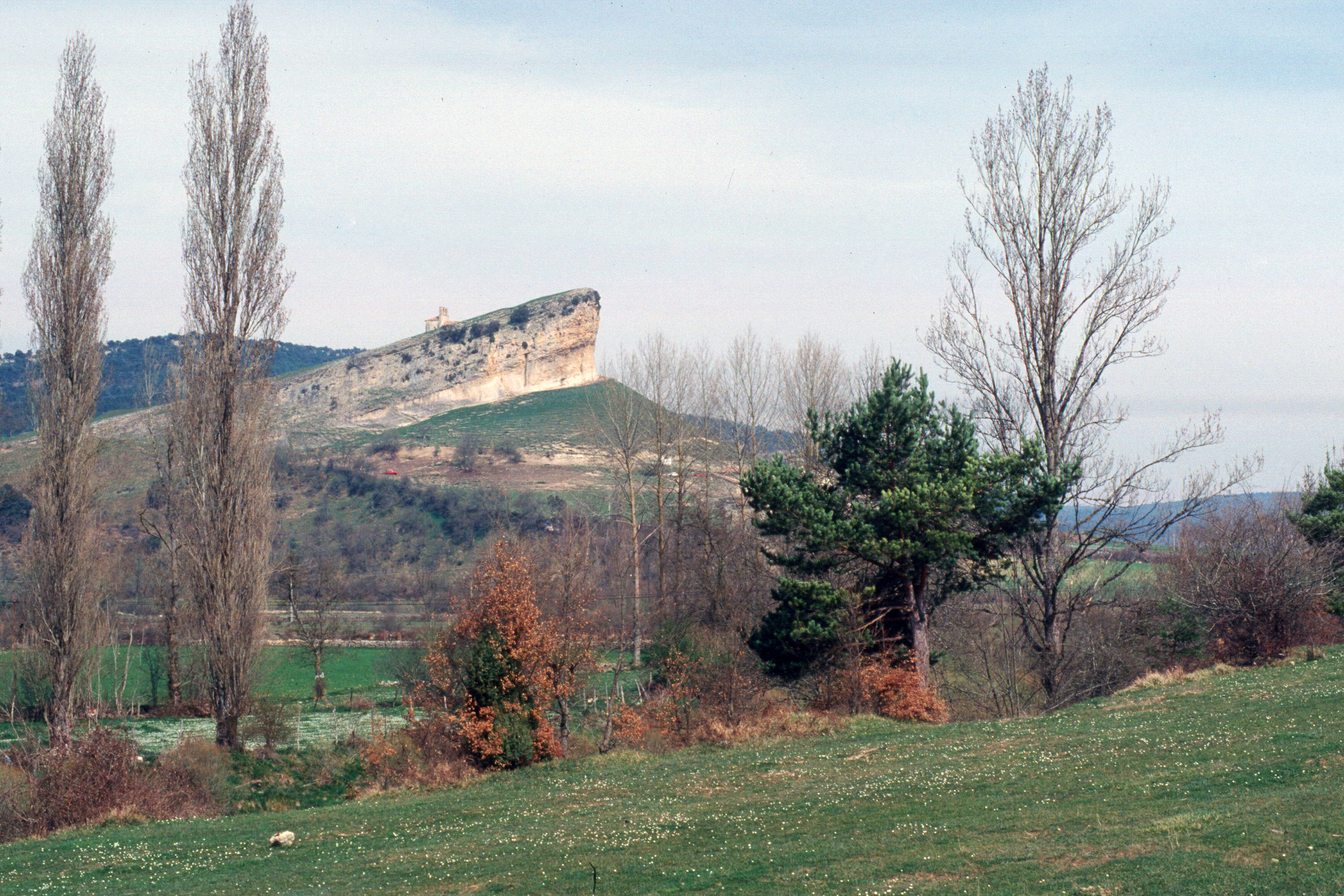
Iglesia de San Pantaleón sobre la Peña Colorada.

## Datos generales

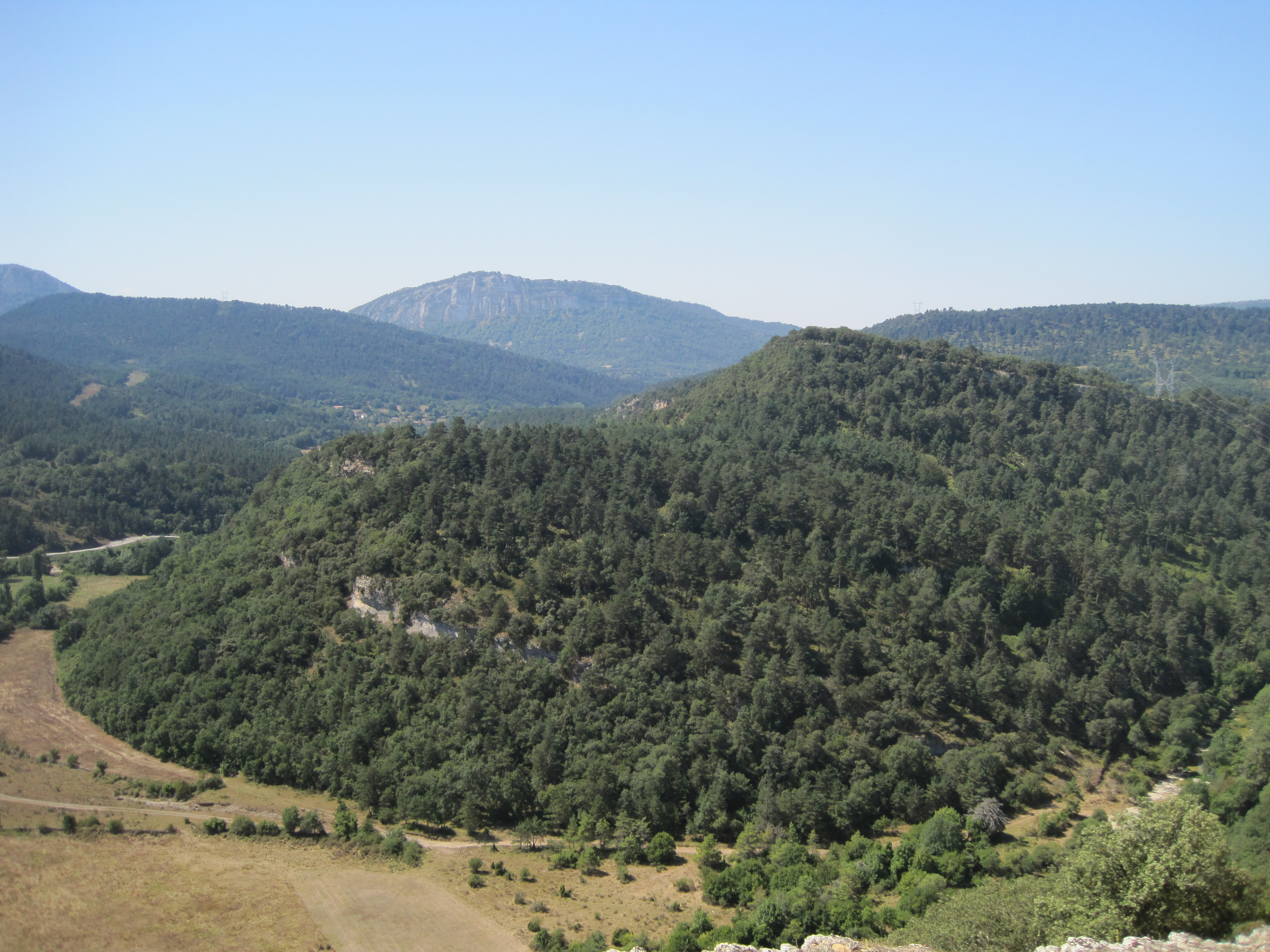
El entorno de la localidad destaca por ser de media montaña y muy forestal.

En 2007 contaba con 13 habitantes. La localidad está situada 8 km al sur del ayuntamiento situado en el paraje conocido como El Cañón, cruce de caminos, junto a Quintanilla la Ojada y Castriciones.
En el valle del río Jerea que nace en la Sierra Carbonilla, junto a la localidad de Relloso, en la divisoria entre las cuencas mediterránea y cantábrica; afluente del Ebro en su margen izquierda a la altura de Cillaperlata. Código Postal 09512.

## Comunicaciones
- Carretera  BU-550 , que por el puerto de Peña de Angulo y la localidad alavesa de Arceniega comunica Bilbao con la  N-629  en Trespaderne.
- Carretera  BU-553 , que comunica San Pantaleón de Losa con Vitoria por el valle de Valdegovía y Pobes, y que enlaza con la  A-2625 , antigua carretera de Burgos a Bilbao por el puerto de Orduña.

## Situación administrativa
En las elecciones locales de 2007 correspondientes a esta entidad local menor concurre una sola candidatura encabezada por Mario Alonso Pérez del Partido Popular.

## Historia
Tal como recoge el censo de Floridablanca de 1787, Quincoces tenía la categoría de Lugar sometido a jurisdicción de realengo con Regidor Pedáneo nombrado por la Junta de Riosería una de las siete que formaban la Merindad de Losa adscrita al Corregimiento de las Merindades de Castilla la Vieja , uno de los catorce partidos que formaban la Intendencia de Burgos durante el periodo comprendido entre 1785 y 1833 .

## Patrimonio arquitectónico

### Ermita de San Pantaleón

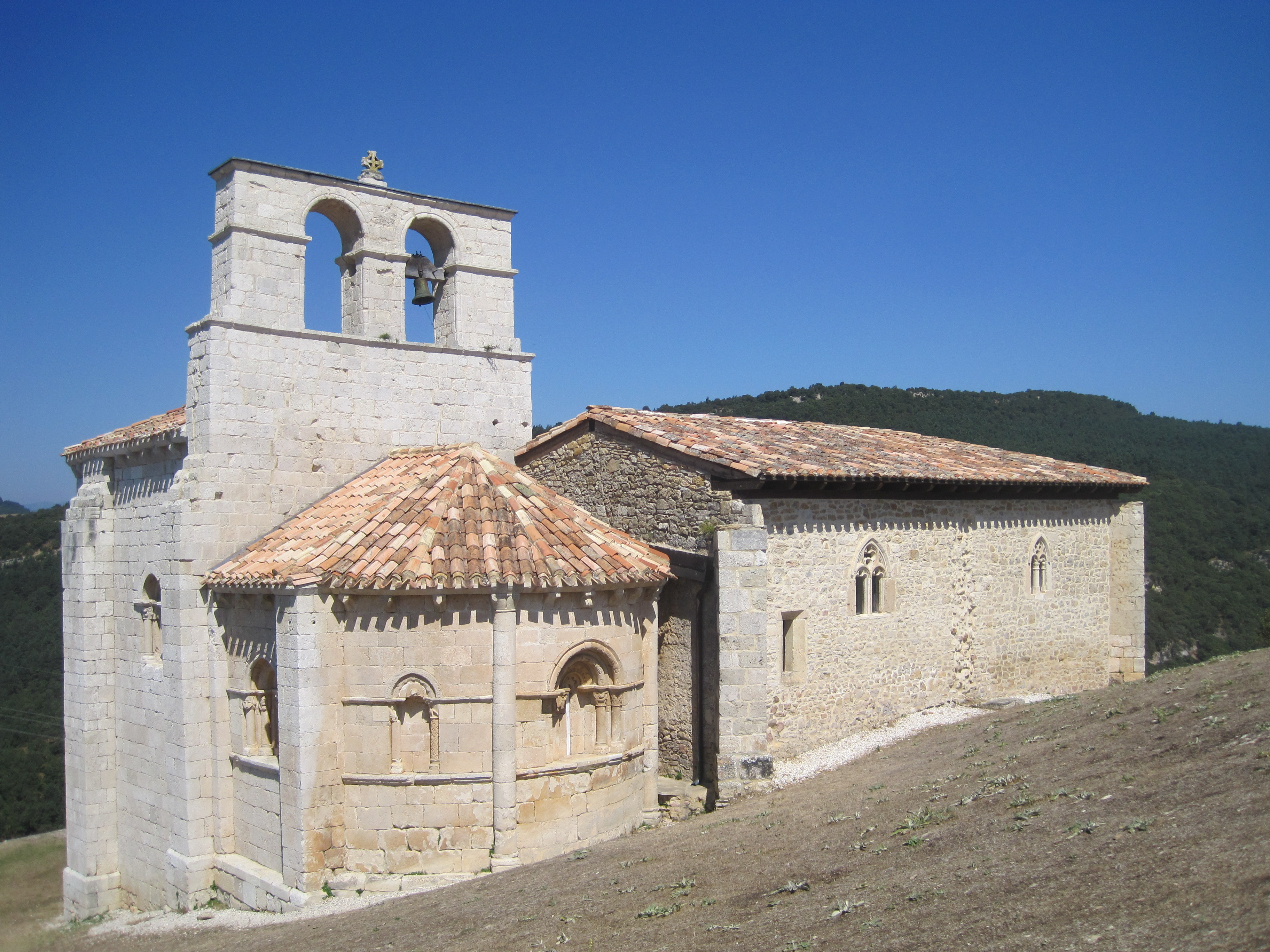
Vista externa de la ermita, situada en plena cresta de la elevación colindante con el pueblo.

Ermita compuesta por dos naves, una románica y otra gótica. La ermita románica tiene ábside semicircular en dicho estilo, con columnas con contrafuertes con capiteles y bóveda de horno. Ventana en su mitad, tres arquivoltas con capiteles y columnas, decoración geométrica y vegetal. canes con diversa decoración. El primer tramo con bóveda sobre pechinas. Portada a los pies, con tres arquivoltas ligeramente apuntadas con figuras de atlante a modo de cariátide, capiteles y columnas con decoración muy rica y diversa; otras dos ventanas de dos arquivoltas, columnas y capiteles que se corresponden con otras similares en el interior.

## Santo Grial
Durante la época de las cruzadas la tradición situaba el Santo Grial en Mont-Salvat, en el norte de España, la actual Sierra Salvada que cierra por el norte el Valle de Losa. Tres posibles emplazamientos: San Pantaleón de Losa, Vallejo y Santa María de Siones.

"«… A tan sólo cinco kilómetros de esta enigmática ermita se encuentra el pequeño pueblo de Criales de Losa, cuyo nombre evoca la raíz «grial». Se asegura que, en tiempos pretéritos, el lugar se llamó "Griales", si bien no existe constancia documental. De cualquier forma, no deja de ser sorprendente la cercanía geográfica de una sierra, la Salvada, y un pueblo, Criales, que aluden tan directamente a la leyenda del Cáliz Santo. No hay en toda la geografía española ningún otro pueblo o lugar que acumule nombres tan sugerentes.
»."

## Parroquia
Iglesia de Nuestra Señora de las Nieves dependiente de la parroquia de Quincoces de Yuso en el Arzobispado de Burgos, arciprestazgo de Medina de Pomar.